# Iniziativa Pan Sahel
La Pan-Sahel Initiative (PSI) è stata una iniziativa di cooperazione intergovernativa militare internazionale lanciata nel novembre 2002 dall'amministrazione Bush al fine di proteggere i confini, tracciare i movimenti delle persone, combattere il terrorismo islamista e rafforzare la cooperazione e la stabilità regionale nell'Africa Nord-Occidentale
La PSI prevedeva un team anti-terroristico di 500 soldati americani in Mauritania, e 400 ranger dispiegati sul confine Niger-Ciad. Tra 2002 e 2005, la PSI ha aiutato a formare ed equipaggiare almeno una compagnia militare di reazione rapida nei quattro paesi coinvolti (Mali, Mauritania, Niger e Ciad). Il suo limite era dato da un focus e da risorse finanziarie limitati.